# Texas Tornado (hockey su ghiaccio)
I Texas Tornado sono una squadra di hockey su ghiaccio Junior A con sede a Frisco (Texas), USA. La squadra viene fondata nel 1999 e si lega alla Central Division della North American Hockey League, pr poi spostarsi nella neonata Southern Division tre anni dopo. Ha immediatamente ottenuto un successo senza precedenti. Detiene il record di vittorie in una stagione NAHL, con 48 nel 2003-2004. Ha vinto il titolo nazionale nel 2001, 2004, 2005 e 2006.
Gioca le partite casalinghe alla Deja Blue Arena un palazzetto da 3,733 posti.
Il 13 maggio 2006 i Tornado hanno vinto la loro terza Robertson Cup consecutiva, battendo i Bozeman Icedogs, diventando la prima squadra in 15 anni a riuscire in questa impresa.
I Texas Tornado sono posseduti e gestiti dallo Schlegel Sports Group.  Hanno finito la regular season 2006-07 con 82 punti (38-18-6), validi per un terzo posto nella NAHL Southern Division, perdendo poi nei playoff contro St. Louis Bandits, segnando così la fine della striscia positiva.

## Staff 2009-10
| Ruolo                   | Nome                    |
| Allenatore/GM           | Tony Curtale            |
| Ass. allenatore         | Jason Bloomingburg      |
| allenatore dei Portieri | Cam Macdonald           |
| Team Psichiatrico       | Dr. William C. Burns II |
| Preparatore Atletico    | Rich Schmelzer          |
| Addetto al materiale    | Andrew Cohen            |
| Broadcasters            | Alex Kyrias             |
| Proprietario            | Bill Yuill              |
| Presidente              | Bill Yuill              |

## Roster 2006-07
| Portieri | Portieri               | Portieri       | Portieri | Portieri        | Portieri         |
| -------- | ---------------------- | -------------- | -------- | --------------- | ---------------- |
| #        |                        | Player         | Catches  | Data di nascita | Residenza        |
| 33       | Stati Uniti (bandiera) | Stephen Ritter | R        | 31-12-1986      | Tenafly, NJ      |
| 34       | Italia (bandiera)      | Thomas Tragust | L        | 27-05-1986      | Silandro, Italia |

| Difensori | Difensori              | Difensori        | Difensori | Difensori       | Difensori         |
| --------- | ---------------------- | ---------------- | --------- | --------------- | ----------------- |
| #         |                        | Giocatori        | Shoots    | Data di nascita | Residenza         |
| 2         | Stati Uniti (bandiera) | Thomas Murphy    | R         | 05-08-1988      | Whitmore Lake, MI |
| 3         | Stati Uniti (bandiera) | Lyon Messier (A) | R         | 16-08-1987      | Burke, VA         |
| 4         | Stati Uniti (bandiera) | Troy Puente      | L         | 06-06-1988      | Thousand Oaks, CA |
| 5         | Stati Uniti (bandiera) | Jake Newtown     | L         | 22-09-1988      | San Jacinto, CA   |
| 12        | Stati Uniti (bandiera) | Colin Long       | R         | 05-09-1987      | Anchorage, AK     |
| 21        | Stati Uniti (bandiera) | Rob Blanchette   | R         | 19-05-1987      | South Boston, MA  |
| 22        | Stati Uniti (bandiera) | Brian Reagan     | L         | 22-01-1987      | Baldwin, MO       |
| 27        | Stati Uniti (bandiera) | Dan Siira        | L         | 28-06-1986      | Anchorage, AK     |

| Attaccanti | Attaccanti             | Attaccanti         | Attaccanti | Attaccanti | Attaccanti      | Attaccanti           |
| ---------- | ---------------------- | ------------------ | ---------- | ---------- | --------------- | -------------------- |
| #          |                        | Giocatore          | Posizione  | Shoots     | Data di nascita | Residenza            |
| 6          | Stati Uniti (bandiera) | Brad McCabe        | W          | L          | 15-07-1988      | Gearhart, OR         |
| 7          | Stati Uniti (bandiera) | Neilsson Arcibal   | C          | R          | 10-05-1988      | Vista, CA            |
| 8          | Stati Uniti (bandiera) | Dylan Cooper       | W          | R          | 01-02-1987      | Colorado Springs, CO |
| 10         | Stati Uniti (bandiera) | Julian Mikola      | W          | R          | 31-07-1988      | Grosse Ile, MI       |
| 11         | Stati Uniti (bandiera) | Ryan Fuller (A)    | W          | L          | 04-11-1987      | Morgan Hill, CA      |
| 14         | Stati Uniti (bandiera) | Tom Brooks         | W          | R          | 29-03-1987      | St. Louis, MO        |
| 15         | Stati Uniti (bandiera) | Sean Roadhouse (C) | C          | R          | 18-10-1987      | Tulsa, OK            |
| 16         | Stati Uniti (bandiera) | Adam Flink (A)     | W          | L          | 26-07-1987      | Euless, TX           |
| 17         | Stati Uniti (bandiera) | John Bullis        | RW         | R          | 02-01-1987      | Frisco, TX           |
| 18         | Stati Uniti (bandiera) | Brendan Brickley   | W          | R          | 03-08-1989      | Everett, MA          |
| 19         | Stati Uniti (bandiera) | Ben Miller         | C          | R          | 08-06-1989      | Oakland Township, MI |
| 20         | Canada (bandiera)      | Matt Bryan         | W          | R          | 26-04-1986      | Allen, TX            |
| 23         | Francia (bandiera)     | Stephane Da Costa  | C          | R          | 11-07-1989      | Paris, France        |
| 24         | Stati Uniti (bandiera) | Paul Yovanic       | W          | L          | 02-10-1987      | Highland, MI         |
| 28         | Stati Uniti (bandiera) | Mike Cifelli       | W          | R          | 11-02-1989      | Palm Harbor, FL      |

## Alumni dei Tornado nella NHL
- Al Montoya, G, New York Rangers
- Ben Bishop, G, St. Louis Blues
- Dave McKee, G, Anaheim Ducks
- Andy Wozniewski, D, Toronto Maple Leafs
- Matt Nickerson, D, Dallas Stars
- Trevor Ludwig, D, Dallas Stars
- Vince Goulet, F, Colorado Avalanche